# Mike Hartmann (Denkmalpfleger)
Mike Hartmann (* 27. April 1966 in Demmin) ist ein deutscher Denkmalpfleger, Autor und Verwaltungsangestellter. Er wurde am 5. November 2009 für seine langjährige ehrenamtliche Tätigkeit mit der Verdienstmedaille der Bundesrepublik Deutschland ausgezeichnet.

## Leben
Mike Hartmann beschäftigte sich bereits in seiner Schulzeit intensiv mit Natur- und Heimatgeschichte. Seit 1981 arbeitet Hartmann, der den Beruf des Forstarbeiters erlernt hat, als ehrenamtlicher Denkmalpfleger im Kreis und Landkreis Demmin. In dieser Funktion sicherte er unter anderem wertvolle Waffen- und Werkzeugfunde.
Er publizierte verschiedene Schriften und Aufsätze zur regionalen Ur- und Frühgeschichte. Mike Hartmann ist Mitglied der Gesellschaft für Geschiebekunde und Gründungsmitglied der Archäologischen Gesellschaft Mecklenburg-Vorpommerns.
Tätig ist Hartmann nun am Regionalstandort Waren (Müritz) für das Umweltamt des Landkreises Mecklenburgische Seenplatte / Naturschutz und Landschaftspflege. Zuständig ist er für verschiedene Dienstleistungen, dazu gehören Arten- und Naturschutz (Alleen- und Baumschutz), Natur- und Immissionsschutz und Baumfällgenehmigungen (Erteilung auf privatem Grund).

## Schriften (Auswahl)
- Rat der Stadt Demmin, Kreisvorstand der Gesellschaft für Heimatgeschichte im Kulturbund der DDR (Hrsg.): Wanderungen zu archäologischen Denkmälern des Kreises Demmin. Ein Wanderführer für Touristen und Naherholer. Demmin 1988.
- Mike Hartmann, Andre Spierling: Wunderwelt der Kiesgruben. Hrsg.: Kreisheimatmuseum Demmin. Stadt-Bild-Verlag, Leipzig 1993, ISBN 3-928741-63-2.
- Mike Hartmann, Lothar Thorausch, Friedhelm Ziemann: Die Vogelwelt des Landkreises Demmin. Hrsg.: Umweltamt Demmin. Demmin 1994.
- Landkreis Demmin, Umweltschutzamt und Naturpark Mecklenburgische Schweiz und Kummerower See (Hrsg.): Die Naturdenkmale des Landkreises Demmin. Demmin 1998.
- Die untergegangenen Orte des Altkreises Demmin. Demmin 2002.
- Landkreis Demmin, Umweltamt (Hrsg.): Die slawischen Burgen des Altkreises Demmin. Demmin 2003.